# Vieillard
Vieillard je priimek več oseb:
- Aldophe-François Vieillard, francoski general
- Ferdinand-Prosper-Emmanuel-Léon Vieillard, francoski general